# Hoop en toekomst
Hoop en toekomst (originele Engelse titel: Hopes and Prospects) is een boek uit 2010 van de Amerikaan Noam Chomsky.
Het boek is een verzameling essays die hun oorsprong vinden in een reeks voordrachten in Chili in 2006.  Chomsky ontleedt nog eens de ontwikkelingen in Noord- en Zuid-Amerika en in het Midden-Oosten.  Hij is hoopvol gestemd door de "linkse" veranderingen in Latijns-Amerika.  Hij noemt de ontwikkelingen in Bolivia, Venezuela en Haïti, waar zich ontwikkelingen tegen de dominantie van de Verenigde Staten voordoen. Minder hoopvol is hij voor Barack Obama, die het spoor van zijn voorgangers blijkt te volgen, en de trend naar een alsmaar "rechtser" wordende Verenigde Staten niet kan keren. 
Chomsky staat bijzonder kritisch tegenover de Monroedoctrine die als verklaring geldt voor alle Amerikaanse tussenkomsten op het westelijk halfrond.  Ook moet hij niets weten van de Amerikaanse steun aan Israël en meer in het algemeen hun rol in het Midden-Oosten.   
Hij maakt gebruikt van sterke adjectieven, vooral dan voor de eigen Noord-Amerikaanse samenleving, die agressief militaristisch en arrogant imperialistisch is.  De Europese kolonisatie en vervolgens het beleid van alle Amerikaanse presidenten, "op dat van Carter na", worden herhaaldelijk moordend of moorddadig genoemd. Zo spreekt hij over de moorddadige verovering van Spaans Florida (blz. 60) of over de terroristische oorlog tegen Cuba (blz. 61).   
De hedendaagse versie van de verovering wordt globalisering genoemd.  Het zijn de sterksten die economisch hun wil opleggen en vooral in hun belang vrijhandel propageren voor de arme landen. 